# Kučín (Vranov nad Topľou)
Kučín (ungarisch Alsóköcsény – bis 1902 Kucsin) ist eine Gemeinde in der Ostslowakei.

## Geografie
Die Gemeinde Kučín liegt am linken Ufer des Flusses Ondava, die zusammen mit ihrem Nebenfluss Topľa ein fast zehn Kilometer breites Tal und somit eine nordwestliche Ausbuchtung des Ostslowakischen Tieflandes bildet. Unmittelbar östlich der Gemeinde verläuft die Grenze zum Košický kraj (Kaschauer Landschaftsverband). Die Städte Vranov nad Topľou und Strážske sind jeweils neun Kilometer von Kučín entfernt.
Umgeben wird Kučín von den Nachbargemeinden Kladzany im Norden, Nižný Hrabovec im Osten, und Süden sowie Hencovce im Westen.

## Geschichte
Der Ort wurde im Jahr 1335 erstmals urkundlich erwähnt.

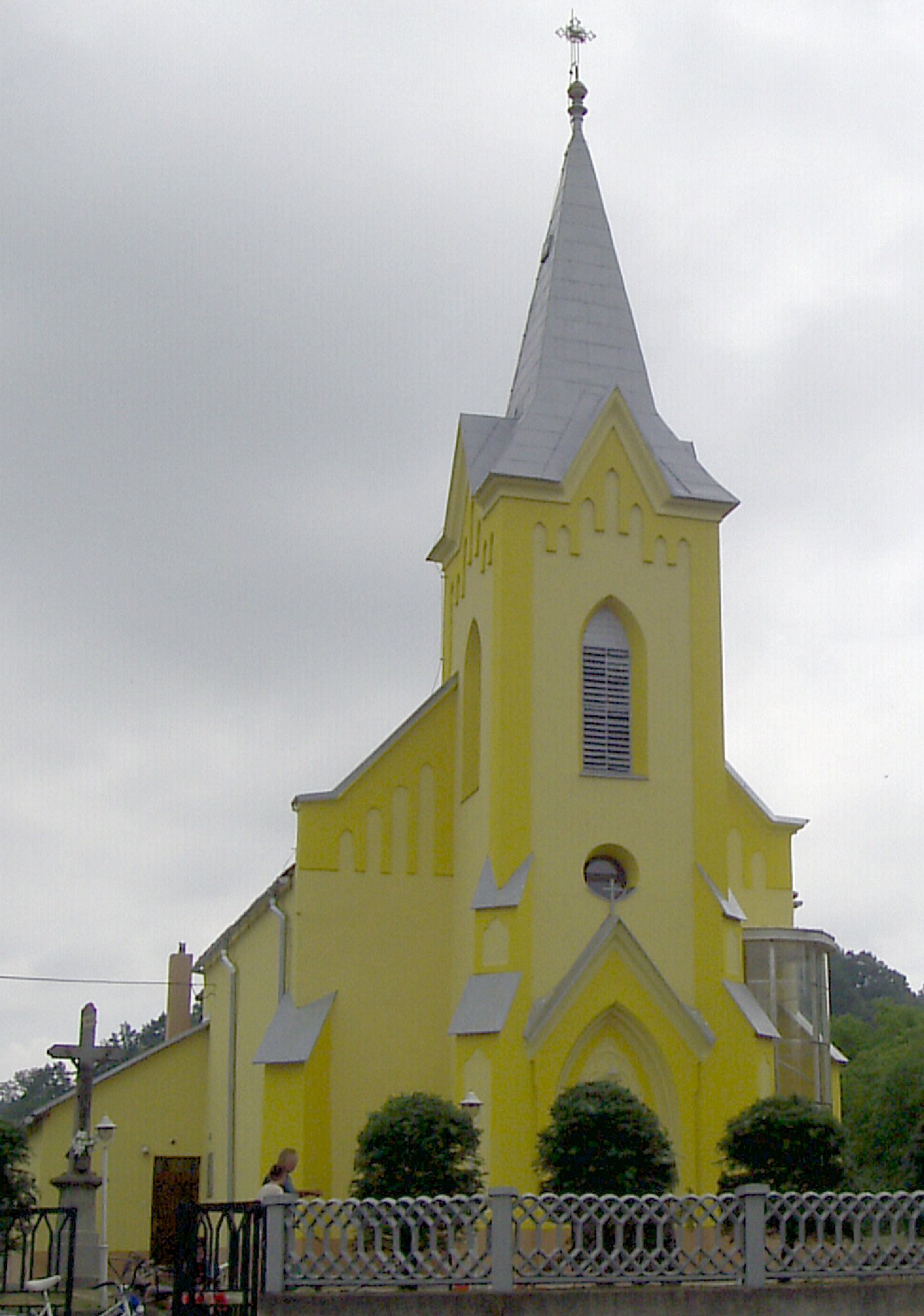
Römisch-katholische Kirche in Kučín

## Bevölkerung
| Jahr                | 1994 | 2004     | 2014    | 2024    |
| ------------------- | ---- | -------- | ------- | ------- |
| Anzahl der Personen | 399  | 493      | 525     | 536     |
| Unterschied         |      | +23,55 % | +6,49 % | +2,09 % |

| Jahr                | 2023 | 2024    |
| ------------------- | ---- | ------- |
| Anzahl der Personen | 539  | 536     |
| Unterschied         |      | −0,55 % |

## Wirtschaft und Infrastruktur
An der Kučín gegenüberliegenden Seite der Ondava breitet sich auf 2,5 km² ein Industriegebiet aus. Hier befindet sich der Standort der Firma Bukóza Holding, a.s., ein holzverarbeitender Betrieb, der neben verschiedenen Sägeprodukten Zellulose herstellt und ein Kraftwerk betreibt.
Durch die Gemeinde Kučín führt in Nord-Süd-Richtung die Fernstraße 554 (Havaj-Oborín). In der Nachbargemeinde Nižný Hrabovec besteht Anschluss an die Fernstraße 18 von Prešov nach Michalovce und die parallel verlaufende Bahnlinie.

## Statistik
Die Bevölkerung Kučíns besteht zu 86 % aus Slowaken, 13 % sind Roma (Zahlen aus dem Jahr 2001). 84 % der Einwohner bekennen sich zur römisch-katholischen Kirche, 6 % gaben als Konfession reformiert und 5 % griechisch-katholisch an.

## Belege
1. ↑  Hustota obyvateľstva - obce [om7014rr_obc=AREAS_SK, v_om7014rr_ukaz=Rozloha (Štvorcový meter)]. Statistical Office of the Slovak Republic, 31. März 2025, abgerufen am 31. März 2025 (slowakisch).
2. ↑  Počet obyvateľov podľa pohlavia - obce (ročne) [om7101rr_obce=AREAS_SK]. Statistical Office of the Slovak Republic, 31. März 2025, abgerufen am 31. März 2025 (slowakisch).
3. 1 2  Počet obyvateľov podľa pohlavia - obce (ročne) [om7101rr_obce=AREAS_SK]. Statistical Office of the Slovak Republic, 31. März 2025, abgerufen am 31. März 2025 (slowakisch).
4. ↑  Statistikportal MOŠ (Seite nicht mehr abrufbar, festgestellt im April 2019. Suche in Webarchiven)  Info: Der Link wurde automatisch als defekt markiert. Bitte prüfe den Link gemäß Anleitung und entferne dann diesen Hinweis.